# Steven Wilson
Pour les articles homonymes, voir Steven Wilson (homonymie) et Wilson.

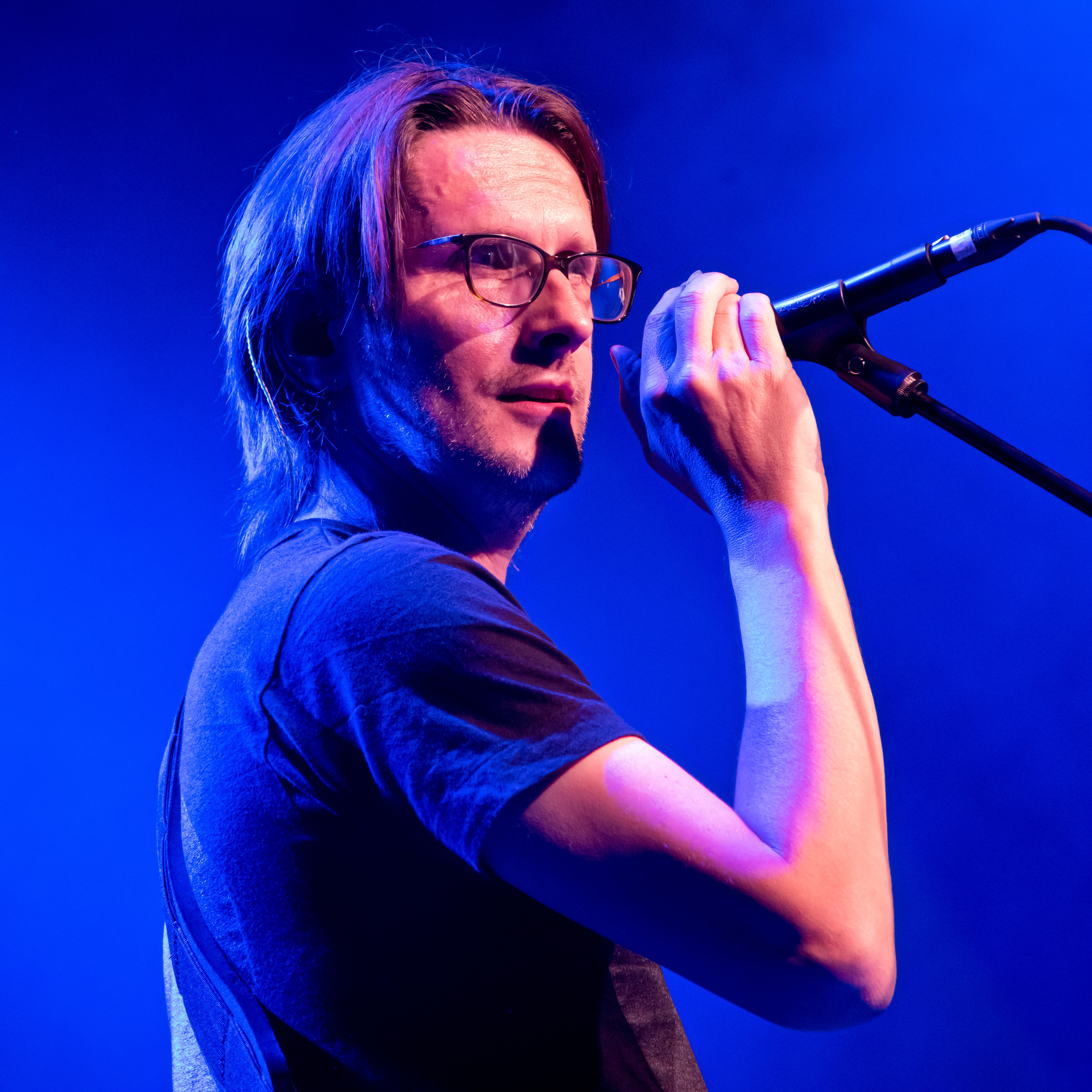
Steven Wilson, Zelt-Musik-Festival en 2018 à Fribourg-en-Brisgau, Allemagne

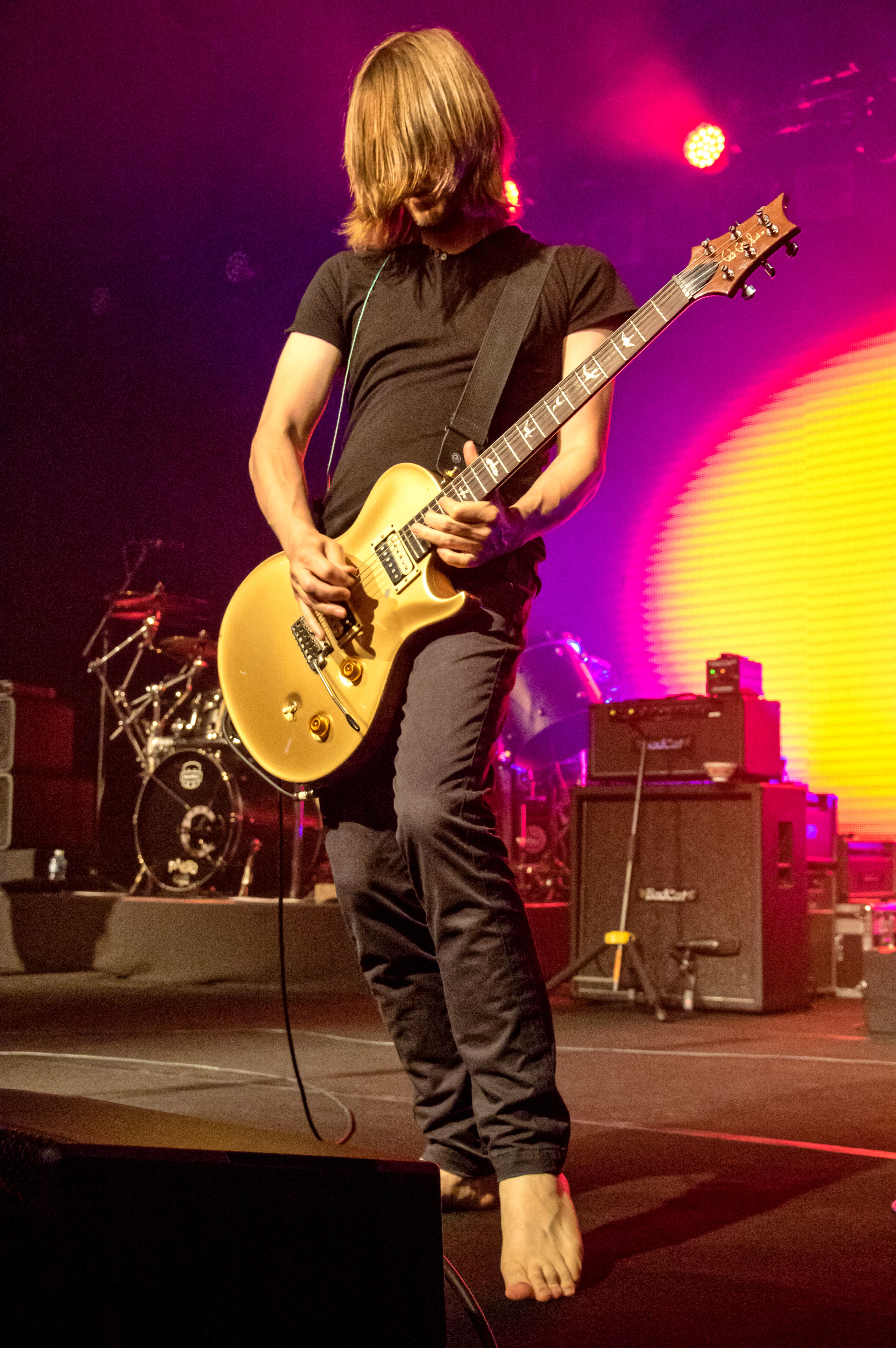
Zelt-Musik-Festival en 2016 à Fribourg-en-Brisgau, Allemagne

Steven John Wilson, né le 3 novembre 1967 à Hemel Hempstead, Hertfordshire au Royaume-Uni, est un multi-instrumentiste, chanteur, producteur, ingénieur du son et auteur-compositeur britannique, généralement associé au rock progressif. Bien que principalement connu en tant que leader du groupe de rock progressif Porcupine Tree, Wilson a pris part à plusieurs autres projets, et a sorti 7 albums studios entre 2008 et septembre 2023. Le 1er novembre 2021, Porcupine Tree annonce sa reformation. 

## Biographie
Steven Wilson naît le 3 novembre 1967 à Hemel Hempstead, en Angleterre. Il est attiré par la musique dès l'âge de huit ans. Son enfance est bercée par la culture musicale de ses parents, adeptes de musique progressive. Enfant, ses parents veulent lui faire apprendre la guitare mais il n'apprécie pas. À onze ans, il retrouve une guitare classique, en nylon, et s'adonne déjà à des expériences sonores avec un matériel sommaire (microphone, enregistreur cassette) fabriqué par son père ingénieur.

### Débuts
Entre 1984 et 1986, Steven Wilson enregistre avec les groupes Altamont (en) et Karma, et grâce au succès de Porcupine Tree, certaines de ces compositions ont refait surface.
Lors de son expérience avec ces groupes, son style musical s'oriente vers le rock progressif, le psychédélique et l'avant-gardisme. Vient ensuite la naissance de Porcupine Tree et de No-Man qui lui ouvriront les portes du succès.

### Carrière solo

#### Insurgentes(2009)
Steven Wilson possède aussi son propre label, Headphone Dust, afin de promouvoir ses projets solos. Il a sorti sous ce label, en 2009, Insurgentes, son premier album solo, disque très éclectique recouvrant l'ensemble des influences non exploitées à travers ses différents projets : des styles tels le post-punk, le hip-hop, le disco ou encore le metal figurent sur cet album.

#### Grace for Drowning(2011)
À la suite du succès d'Insurgentes, Steven se penche sur d'autres projets (notamment le remixage de plusieurs albums de grands groupes de rock tels que King Crimson ou Jethro Tull) et il se met à écrire ce qui deviendra son second album solo : Grace for Drowning (qu'il qualifiera lui-même de son plus grand projet à ce jour). Sorti en automne 2011, il se présente sous la forme d'un double album : la première partie est baptisée Deform To Form A Star et la seconde Like Dust I Have Cleared From My Eye, cette dernière étant plus sombre et lourde que la première. Ce projet comprend la participation de nombreux musiciens invités à jouer, tels que Jordan Rudess (Dream Theater), Steve Hackett (ex Genesis), Nick Beggs (ex Kajagoogoo), Pat Mastelotto (qui a participé à la reformation de King Crimson), ou encore Tony Levin (King Crimson). Cet album est un tel succès dans la communauté du rock progressif[réf. nécessaire] que Wilson décide de tenter sa chance et de partir en tournée pour promouvoir ses deux albums solos. Afin de mener à bien son projet, il crée un groupe de tournée comprenant entre autres : Marco Minnemann à la batterie, Nick Beggs à la basse ainsi qu'au Chapman Stick et aux chœurs, Adam Holzman aux claviers, Theo Travis à la flûte traversière ainsi qu'au saxophone et accessoirement aux claviers, et enfin Aziz Ibrahim aux guitares (Steven s'occupant des voix, de la guitare et du clavier). Cependant, ce dernier doit faire face à un contretemps lors du déroulement de la seconde partie de la tournée et est remplacé par le guitariste Niko Tsonev.
Steven Wilson part ensuite en tournée avec son groupe et enregistre un CD live servant à financer la seconde étape de la tournée (Catalog, Preserve, Amass), ainsi qu'un nouveau DVD/Blu-ray live avec l'aide de Lasse Hoile à Mexico (Get All You Deserve).

#### The Raven That Refused to Sing (And Other Stories)(2013)
À la suite de cela, il se lance dans l'écriture de son troisième album solo incluant ses musiciens de tournée à l'exception du guitariste, Tsonev, qui ne peut pas assurer les sessions et est remplacé par le guitariste anglais Guthrie Govan. Cet album a été enregistré en quelques jours (fin septembre) dans un studio à Los Angeles avec, au mixage, Alan Parsons, notamment connu pour avoir réalisé le mixage de l'album de Pink Floyd The Dark Side of the Moon. Ce nouvel album, intitulé The Raven That Refused to Sing (And Other Stories) sort le 25 février 2013, et est salué par la critique. Il est considéré comme un des plus grands albums de rock progressif moderne[réf. nécessaire].

#### Hand. Cannot. Erase.(2015)
Le 27 février 2015, Steven Wilson sort son quatrième album solo nommé Hand. Cannot. Erase., sur le label KScope. C'est un album-concept inspiré d'une histoire vraie : celle de Joyce Vincent qui fut retrouvée morte devant sa télévision, deux ans après sa mort. Il explique : « Je supposais, quand j'ai entendu parler de cette histoire, que quelqu'un qui était retrouvée morte dans son appartement après deux ans devait être une vieille dame solitaire. Mais Joyce Vincent avait 38 ans. Elle avait des amis, un petit ami, une famille, et pourtant, elle n'a manqué à personne pendant deux ans. C'est quelque chose d'inouï. Je crois que cela en dit long sur la manière dont nous vivons au XXIe siècle. » Pour cet album, Wilson collabore avec la chanteuse israélienne Ninet Tayeb, qui a dans l'album un rôle féminin de premier plan, une première pour le musicien. Il utilise également une chorale d'école pour la première fois, chose qui lui a été inspirée par la chanson « All The Love » de Kate Bush. Cet album est autant acclamé que son prédécesseur[réf. nécessaire].
Musicalement, Hand. Cannot. Erase. marque un tournant par rapport à son prédécesseur The Raven That Refused To Sing (And Other Stories). En effet, le rock progressif teinté de jazz de ce dernier a laissé place à un métissage de rock, de pop et de prog. Le chant est davantage mis en avant et les passes d’armes instrumentales jazz-rock qui ont fait la célébrité de l’opus précédent ne sont plus présentes que sur quelques titres (« Three Years Older », Home Invasion », « Regret #9 », « Ancestral » [partie 2]).
En 2016 sort 4 1/2, un EP composé de morceaux issus des sessions des deux précédents albums. Pour l'occasion, Wilson reprend aussi une chanson de Porcupine Tree, « Don’t Hate Me », en compagnie de la chanteuse Ninet Tayeb avec laquelle il enregistrera le titre Pariah qui paraîtra dans son prochain album To the Bone.

#### To the Bone(2017)
En 2017 parait son cinquième album studio To the Bone dans lequel il livre des morceaux inspirés par des albums de pop progressive qui l'ont marqué durant sa jeunesse, notamment : So de Peter Gabriel, Hounds of Love de Kate Bush, The Colour of Spring de Talk Talk et The Seeds of Love de Tears For Fears. Il se lance ensuite en 2018 dans une tournée en mondiale, puis revient en Europe début 2019. 

### Autres Projets

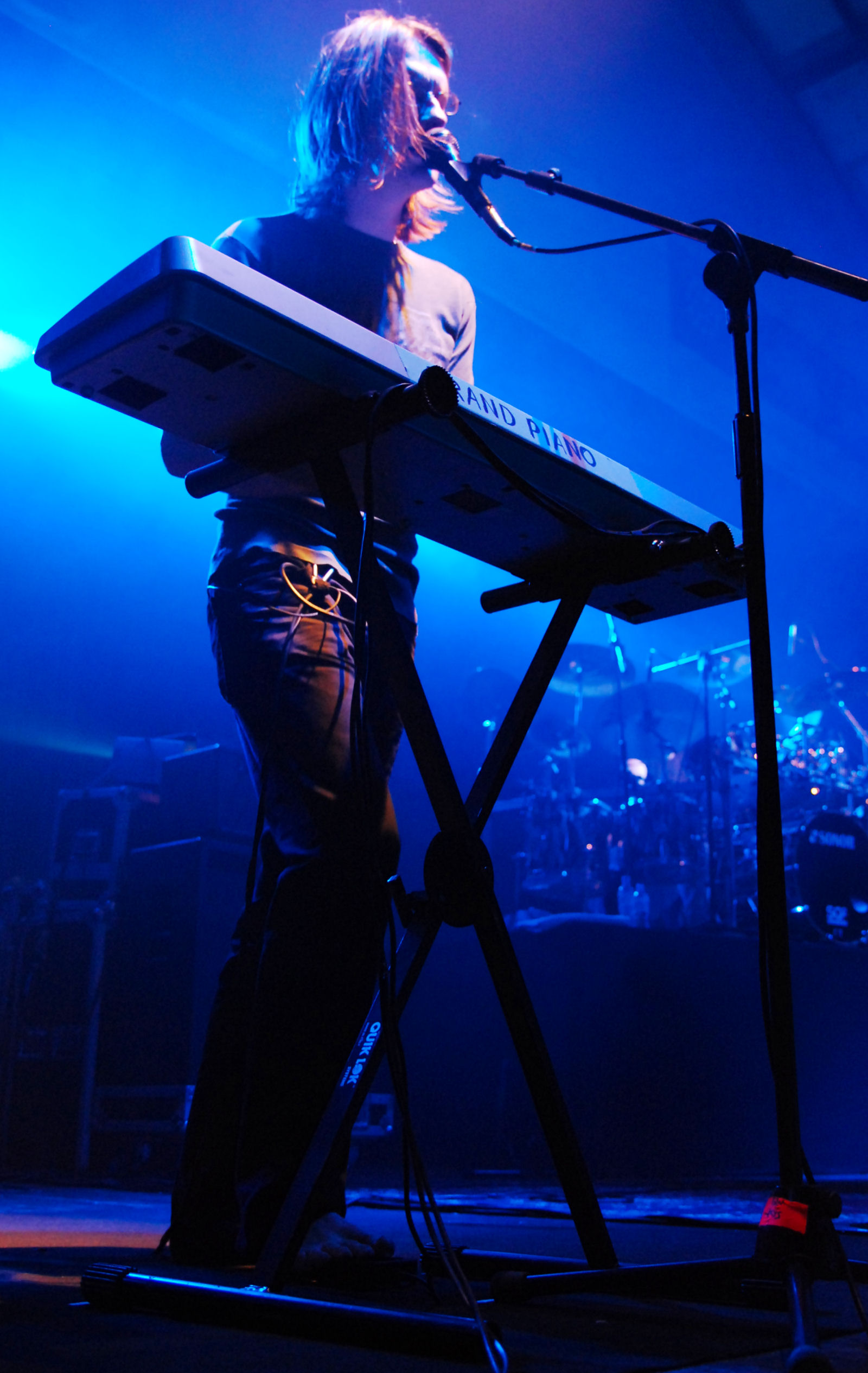
Steven Wilson durant un concert de Porcupine Tree en 2007

#### Porcupine Tree
Article détaillé: Porcupine Tree
Débutant vers le début des années 1990 comme duo de musique expérimentale accompagné de Malcolm Stocks, Porcupine Tree évolua rapidement pour devenir le projet principal de Wilson. En une vingtaine d'années d'existence, le groupe, formé officiellement de quatre musiciens à partir de son troisième album, The Sky Moves Sideways, explora divers styles musicaux, touchant au space rock, au rock alternatif, à la pop-rock et au metal progressif à différents moments de sa carrière. Mis en pause en 2010, il se reforme en 2021, annonce un nouvel album studio pour le 24 juin 2022 et une tournée européenne à l’automne 2022. Porcupine Tree est aujourd’hui considéré comme un des groupes phares du mouvement post-progressif.

#### No-Man
Article détaillé: No-Man
No-Man, formé en 1987, est le projet de longue date de Wilson en duo avec l'auteur-compositeur-interprète Tim Bowness. Originellement orienté vers un style trip hop et dream pop, le son du duo a évolué de façon plus éclectique, incorporant des éléments du jazz, du post-rock et de la musique ambiante dans ses plus récents albums. Bien qu’ayant reçu une certaine attention médiatique à leurs débuts, No-Man n'a jamais atteint le niveau de popularité de Porcupine Tree.

#### Blackfield
Fondé en 2001 par Wilson et Aviv Geffen, icône de la musique populaire israélienne, Blackfield est un projet aux penchants plus accessibles, s'orientant principalement vers un son mélodique de rock alternatif. Après deux albums avec le groupe, la participation de Wilson devint moindre, ce dernier désirant se concentrer sur sa carrière solo. Après un quatrième album, sorti en 2013, sur lequel Wilson n'apparaît qu'en tant que producteur, guitariste et chanteur invité, le groupe entame une tournée qui marquera le départ de Wilson du projet.

#### Opeth
Steven Wilson a contribué aux développements et aux enregistrements de 3 albums du groupe de death metal progressif suédois Opeth.
Il a participé à la production et au mixage de Blackwater Park, sorti en 2001. Il joue également sur cet album des parties vocales et de guitares sur le titre Bleak. Il est crédité également à la production et au mixage, ainsi que sur certains instruments, sur les 2 albums suivants, Deliverance en 2002 et Damnation en 2003.
Avec Steven Wilson aux manettes, ces albums sont souvent considérés par la critique comme les meilleurs disques du groupe suédois.

#### Storm Corrosion
Bien que les premières collaborations entre Wilson et le chanteur et guitariste Mikael Akerfeldt (du groupe de death metal progressif suédois Opeth) remontent au début des années 2000, ce n'est qu'en 2010 que les deux musiciens décidèrent d'entamer leur premier véritable projet duo, sous le nom de Storm Corrosion. L'album éponyme du duo, à sa parution, en 2012, et son orientation vers un son empruntant au folk et à la musique ésotérique et ambiante surprend plusieurs fans, qui le reçoivent de façon mitigée.

#### Bass Communion
Bass Communion est un projet solo de Wilson - sous un pseudonyme - existant depuis 1998 et dont la discographie est constituée de plusieurs albums de longues pièces de musique instrumentale ambiante, minimaliste et drone, ainsi que de collaborations avec d'autres artistes de la scène expérimentale.

#### Incredible Expanding Mindfuck
I.E.M est un projet solo pseudonymique de Wilson, explorant une musique instrumentale inspirée du krautrock et du space rock. Ce projet reçut très peu d'attention médiatique, mais un coffret contenant tous les enregistrements de Wilson sous le nom d'I.E.M. parut en 2010.

#### Série de remixages
Depuis quelques années, Wilson a entamé un projet de remasterisation de certains albums des années 1970-1980. Parmi, ces albums, on retrouve des parties des discographies des groupes Pink Floyd, King Crimson, Jethro Tull, Yes, Gentle Giant, Emerson, Lake and Palmer, Caravan, Hawkwind, XTC, Ultravox et Tears for Fears. 

## Matériel utilisé

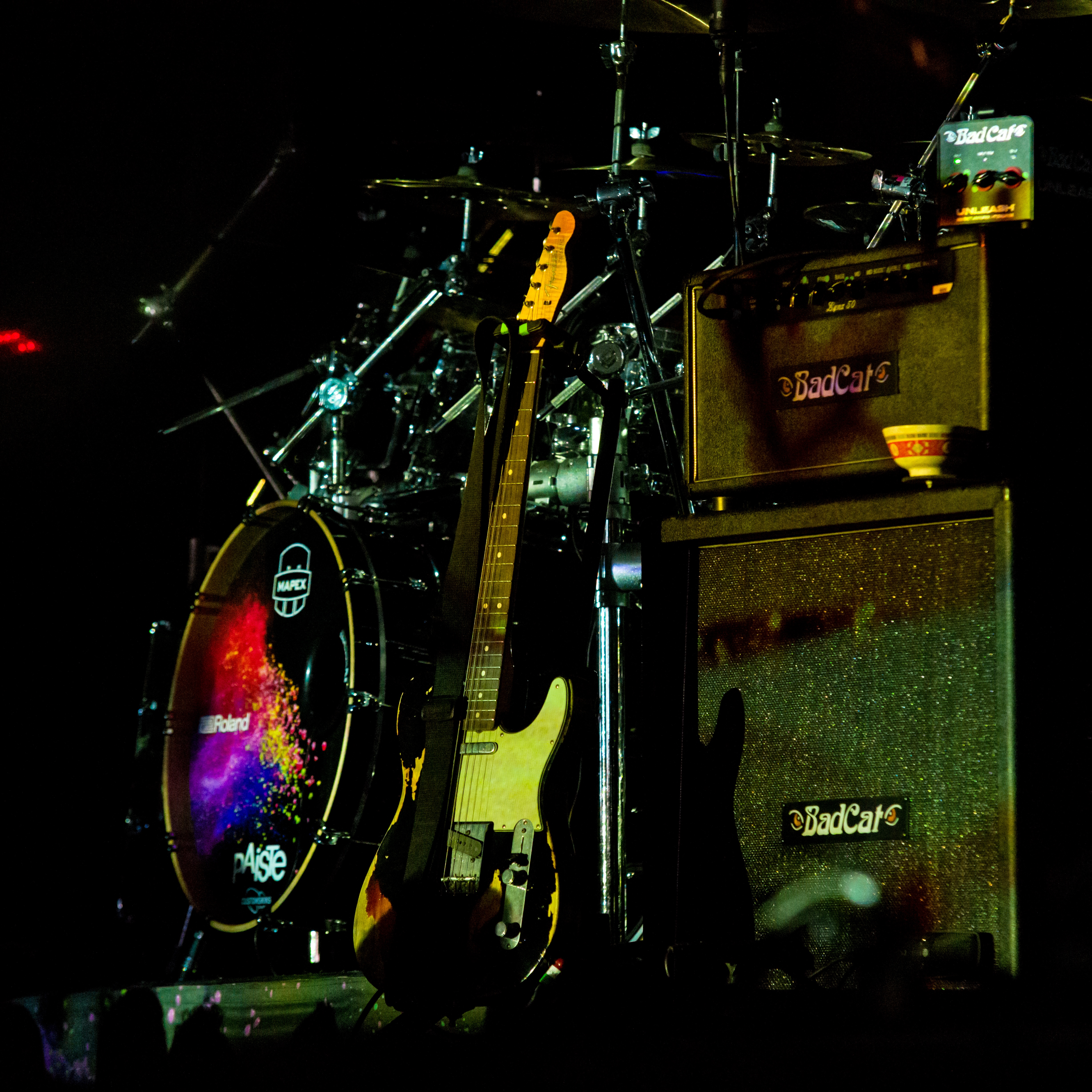
Telecaster 1963 Custom Shop et ampli Bad Cat Lynx 50 utilisés par Steven Wilson lors de la tournée To The Bone (2018-2019).

### Guitares
- PRS Custom 22[12]
- PRS Single Cut Goldtop[12]
- Fender Telecaster 1963 Custom Shop[12]
- Babicz Steven Wilson Signature Model
- Babicz Identity Series Dreadnought Acoustic

### Amplis
Steven Wilson utilise un ampli Bad Cat Lynx 50.

### Pédales
Steven Wilson utilise de nombreux effets avec sa guitare électrique : trémolo, leslie, vibrato, octaver, delay, réverb, pour obtenir un son clair « très travaillé ». Néanmoins, il indique détester le chorus. Il est également très exigeant sur le son de ses musiciens, notamment de son guitariste. 

### Autres instruments

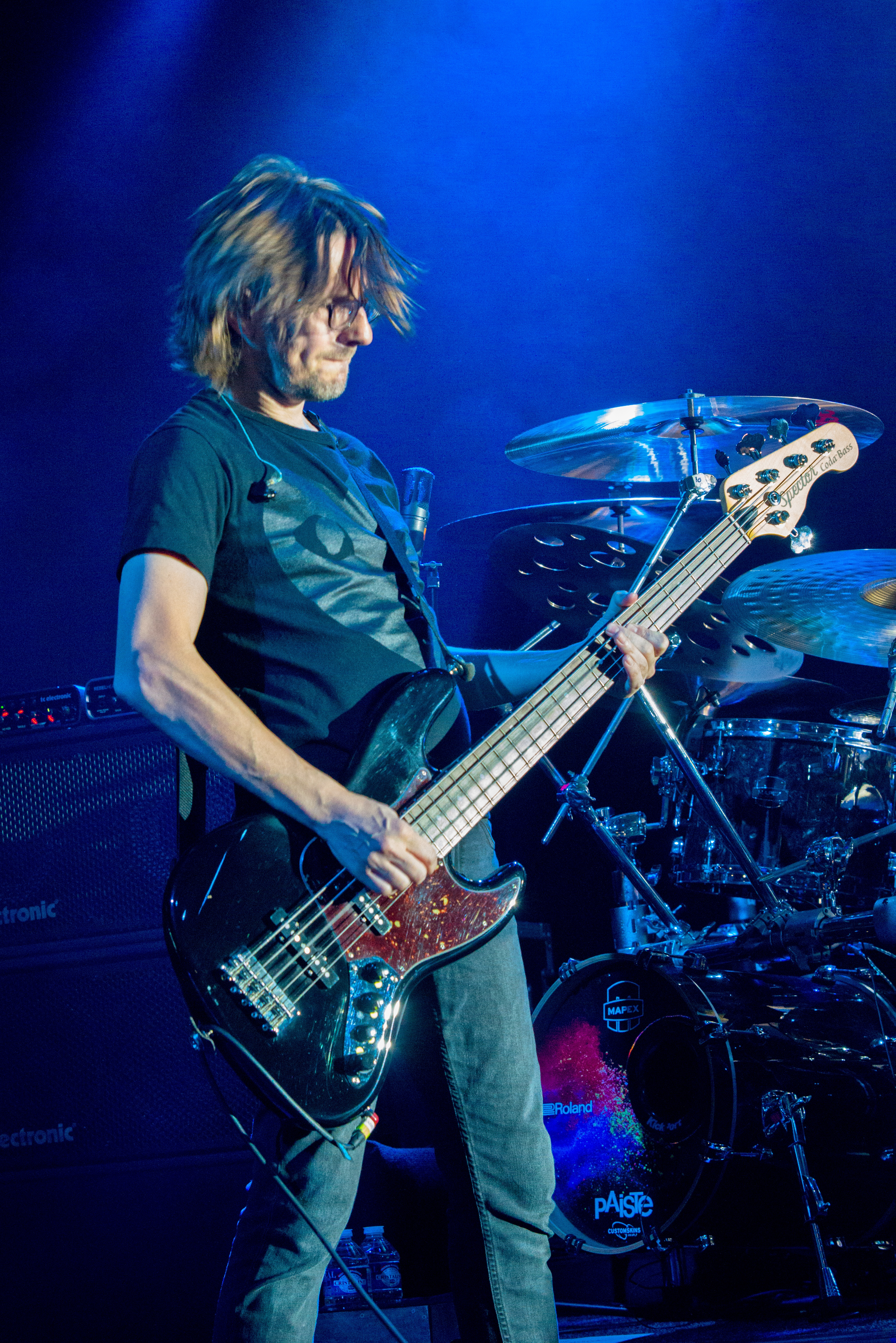
Steven Wilson sur scène en 2018 à la basse 5 cordes.

En plus de la guitare, Steven Wilson joue également de la basse et du clavier sur certains titres.

## Discographie

### En solo

#### Albums studio
- Insurgentes (2008)
- Grace for Drowning (2011)
- The Raven That Refused to Sing (And Other Stories) (2013)
- Hand. Cannot. Erase. (2015)
- Last Day of June (bande-son du jeu vidéo Last Day of June) (2017)[13]
- To the Bone (2017)
- The Future Bites (2021)
- The Harmony Codex (2023)
- The Overview (2025)

#### Albums live
- Catalogue / Preserve / Amass (2012)
- Get All You Deserve (2012)
- Home Invasion : In Concert At The Royal Albert Hall (2018)

#### Compilations
- Cover Version (2014) (compilation de singles sortis entre 2003 et 2010)
- Transience (2015) (compilation de singles sortis entre 2002 et 2015)

#### EP
- NSRGNTS RMXS (2009) (versions remixées de chansons de l'album Insurgentes)
- Drive Home (2013)
- 4½ (2016)

### Collaborations
- 2012 : Genesis Revisited II de Steve Hackett - chant sur Can-Utility And The Coastliners, guitare sur Blood On The Rooftops.